# Isabela Aragonská (1470–1498)
Isabela Aragonská (španělsky Isabel de Aragón y Castilla nebo Isabel de Trastámara y Trastámara, 2. října 1470 Dueñas – 23. srpna 1498 Zaragoza) byla rodem kastilská a aragonská infantka a sňatkem portugalská královna.

## Biografie

### Dětství
Narodila se jako nejstarší dcera Katolických Veličenstev Ferdinanda II. Aragonského a Isabely Kastilské. Od okamžiku jejího narození bylo jejím údělem sloužit politickým zájmům svých rodičů. Po válce o následnictví, jejímž výsledkem bylo usednutí její matky na trůn, uznaly kortesy v roce 1476 Isabelu za dědičku a nástupkyni trůnu. Osm let po ní se narodil její bratr Jan, který ji z následnictví odsunul na druhé místo a byl v roce 1480 jmenován knížetem z Asturie.
V roce 1479, když bylo Isabele devět let, bylo smlouvou z Alcáçovas dohodnuto s Portugalskem budoucí manželství Isabely s Alfonsem, dědicem portugalské koruny, v té době dítětem sotva čtyřletým. Jako záruka smlouvy měly obě děti sídlit na hradě vévodů z Braganzy v Mouře v Portugalsku, nedaleko hranic se Španělskem. V roce 1483 tuto podmínku obě koruny zrušily a děti se vrátily na dvory svých rodičů.

### Portugalská princezna
Když již bylo zajištěno následnictví španělského trůnu, Katolická veličenstva se rozhodla zajistit politicky výhodná manželská spojení pro své dcery (kromě Isabely ještě Juany, Marie a Cataliny).
Pro Isabelu byl tedy dohodnut svazek s portugalským princem následníkem Alfonsem, jediným přeživším synem portugalského krále Jana II. Isabela přesídlila do Portugalska, nejistá, jaká bude její budoucnost v nové zemi. Svatba se konala ve městě Estremoz 3. listopadu roku 1490. V okamžiku sňatku bylo Isabele 20 let, zatímco ženichovi sotva patnáct. Přes tuto věkovou nerovnost se do sebe zamilovali na první pohled; z politicky motivovaného svazku se stalo spojení dvou milujících se lidí. Jejich šťastné soužití však nemělo dlouhého trvání: 13. července roku 1491 mladý princ zemřel v důsledku pádu z koně. Bez dětí a zničená žalem a bolestí vrátila se Isabela do Španělska jako portugalská princezna vdova.

### Portugalská královna a kněžna z Asturie

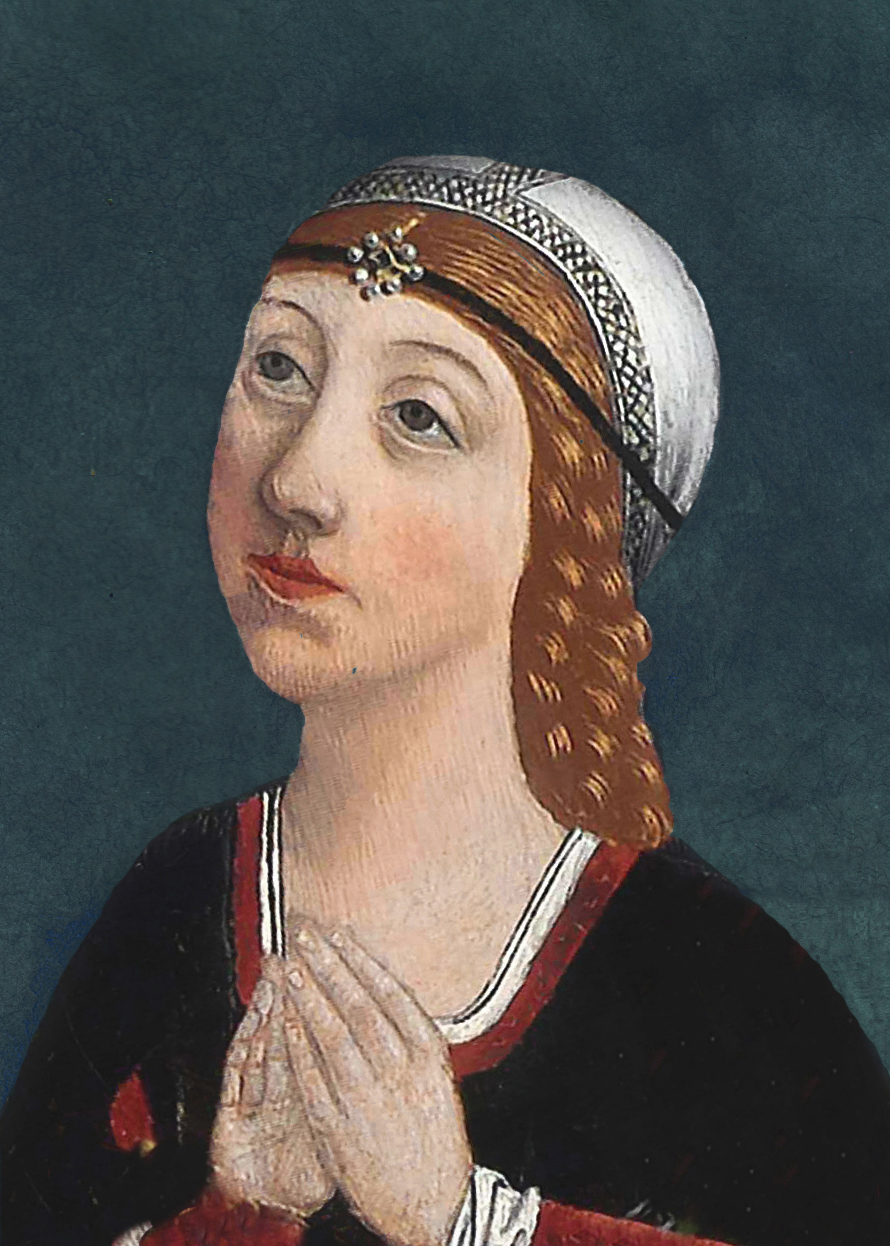
Isabela Aragonská

Aby dala najevo svou bolest nad smrtí milovaného manžela, ostříhala si Isabela své nádherné rusé vlasy a nosila oděv z hrubého režného plátna, zakrývajíc se hustým závojem. Rozhodla se žít tiše, ponořená v modlitbách a přijmout řeholní roucho klarisek; žádala tedy rodiče, aby se mohla stát jeptiškou. Katolická veličenstva však s ní měla jiné plány.
Hodlali provdat ji za portugalského krále Manuela I., který princeznu poznal během jejího krátkého pobytu v Portugalsku a byl jí přitahován. Princezna vdova se vzpěčovala tomuto spojení; stala se horlivou ve víře a jediné, po čem toužila, byly modlitby a hábit řeholnice. Nakonec však podlehla nátlaku svých rodičů a za krále Manuela se provdala, měla však jednu podmínku: Židé měli být vypuzeni z Portugalska. Manuel nejprve váhal, neboť si Židů vážil pro jejich znalosti i pro finanční služby, jež poskytovali koruně, ale nakonec svolil. 13. září roku 1497 Katolická veličensta a princezna Isabela přijeli do hraničního města Valencia de Alcántara, kde se 30. září slavila svatba. Krátce nato se Isabela vrátila se svým novým manželem do Portugalska, tentokrát jako královna.
6. října téhož roku zemřel její bratr, infant Jan, kníže z Asturie, a Isabela se opět stala následnicí trůnu. Katolická veličenstva povolala Isabelu a Manuela do Španělska. Portugalská královská dvojice přijela do kláštera v Guadalupe 7. dubna roku 1498 a byla velmi okázale přijata.

### Smrt
Po setkání rodiče seznali, že chování jejich dcery se nezměnilo – byla stále stejně sklíčená a zasmušilá. V době svého návratu do Španělska byla pět měsíců těhotná. 23. srpna 1498 porodila syna, jenž dostal jméno Miguel de la Paz; hodinu po narození dítěte zemřela. Malý princ byl nositelem naděje na spojení obou zemí Pyrenejského poloostrova, v dvou letech však zemřel i on.

## Vývod z předků
|                   |                             |  |                  |                            |  |  |  |  |  |  |  | Jan I. Kastilský |
|                   |                             |  |                  |                            |  |  |  |  |  |  |  |                  |
|                   | Ferdinand I. Aragonský      |  |                  |                            |  |  |  |  |  |  |  |                  |
|                   |                             |  |                  |                            |  |  |  |  |  |  |  |                  |
|                   |                             |  |                  | Eleonora Aragonská         |  |  |  |  |  |  |  |                  |
|                   |                             |  |                  |                            |  |  |  |  |  |  |  |                  |
|                   | Jan II. Aragonský           |  |                  |                            |  |  |  |  |  |  |  |                  |
|                   |                             |  |                  |                            |  |  |  |  |  |  |  |                  |
|                   |                             |  |                  | Sancho Kastilský           |  |  |  |  |  |  |  |                  |
|                   |                             |  |                  |                            |  |  |  |  |  |  |  |                  |
|                   | Eleonora z Alburquerque     |  |                  |                            |  |  |  |  |  |  |  |                  |
|                   |                             |  |                  |                            |  |  |  |  |  |  |  |                  |
|                   |                             |  |                  | Beatrix Portugalská        |  |  |  |  |  |  |  |                  |
|                   |                             |  |                  |                            |  |  |  |  |  |  |  |                  |
|                   | Ferdinand II. Aragonský     |  |                  |                            |  |  |  |  |  |  |  |                  |
|                   |                             |  |                  |                            |  |  |  |  |  |  |  |                  |
|                   |                             |  |                  | Alfonso Enriquez           |  |  |  |  |  |  |  |                  |
|                   |                             |  |                  |                            |  |  |  |  |  |  |  |                  |
|                   | Fadrique Enríquez           |  |                  |                            |  |  |  |  |  |  |  |                  |
|                   |                             |  |                  |                            |  |  |  |  |  |  |  |                  |
|                   |                             |  |                  | Juana de Mendoza y Ayala   |  |  |  |  |  |  |  |                  |
|                   |                             |  |                  |                            |  |  |  |  |  |  |  |                  |
|                   | Jana Enríquezová            |  |                  |                            |  |  |  |  |  |  |  |                  |
|                   |                             |  |                  |                            |  |  |  |  |  |  |  |                  |
|                   |                             |  |                  | Diego Fernández de Córdova |  |  |  |  |  |  |  |                  |
|                   |                             |  |                  |                            |  |  |  |  |  |  |  |                  |
|                   | Mariana Fernández z Córdoby |  |                  |                            |  |  |  |  |  |  |  |                  |
|                   |                             |  |                  |                            |  |  |  |  |  |  |  |                  |
|                   |                             |  |                  | Inés de Ayala y Toledo     |  |  |  |  |  |  |  |                  |
|                   |                             |  |                  |                            |  |  |  |  |  |  |  |                  |
| Isabela Aragonská |                             |  |                  |                            |  |  |  |  |  |  |  |                  |
|                   |                             |  |                  |                            |  |  |  |  |  |  |  |                  |
|                   |                             |  | Jan I. Kastilský |                            |  |  |  |  |  |  |  |                  |
|                   |                             |  |                  |                            |  |  |  |  |  |  |  |                  |
|                   | Jindřich III. Kastilský     |  |                  |                            |  |  |  |  |  |  |  |                  |
|                   |                             |  |                  |                            |  |  |  |  |  |  |  |                  |
|                   |                             |  |                  | Eleonora Aragonská         |  |  |  |  |  |  |  |                  |
|                   |                             |  |                  |                            |  |  |  |  |  |  |  |                  |
|                   | Jan II. Kastilský           |  |                  |                            |  |  |  |  |  |  |  |                  |
|                   |                             |  |                  |                            |  |  |  |  |  |  |  |                  |
|                   |                             |  |                  | Jan z Gentu                |  |  |  |  |  |  |  |                  |
|                   |                             |  |                  |                            |  |  |  |  |  |  |  |                  |
|                   | Kateřina z Lancasteru       |  |                  |                            |  |  |  |  |  |  |  |                  |
|                   |                             |  |                  |                            |  |  |  |  |  |  |  |                  |
|                   |                             |  |                  | Konstancie Kastilská       |  |  |  |  |  |  |  |                  |
|                   |                             |  |                  |                            |  |  |  |  |  |  |  |                  |
|                   | Isabela Kastilská           |  |                  |                            |  |  |  |  |  |  |  |                  |
|                   |                             |  |                  |                            |  |  |  |  |  |  |  |                  |
|                   |                             |  |                  | Jan I. Portugalský         |  |  |  |  |  |  |  |                  |
|                   |                             |  |                  |                            |  |  |  |  |  |  |  |                  |
|                   | Jan Portugalský             |  |                  |                            |  |  |  |  |  |  |  |                  |
|                   |                             |  |                  |                            |  |  |  |  |  |  |  |                  |
|                   |                             |  |                  | Filipa z Lancasteru        |  |  |  |  |  |  |  |                  |
|                   |                             |  |                  |                            |  |  |  |  |  |  |  |                  |
|                   | Isabela Portugalská         |  |                  |                            |  |  |  |  |  |  |  |                  |
|                   |                             |  |                  |                            |  |  |  |  |  |  |  |                  |
|                   |                             |  |                  | Alfons z Braganzy          |  |  |  |  |  |  |  |                  |
|                   |                             |  |                  |                            |  |  |  |  |  |  |  |                  |
|                   | Isabela z Braganzy          |  |                  |                            |  |  |  |  |  |  |  |                  |
|                   |                             |  |                  |                            |  |  |  |  |  |  |  |                  |
|                   |                             |  |                  | Beatriz Pereira de Alvim   |  |  |  |  |  |  |  |                  |
|                   |                             |  |                  |                            |  |  |  |  |  |  |  |                  |